# メディアシティUK
メディアシティUK（メディアシティ ユーケー、MediaCityUK）は、イングランド・マンチェスターのサルフォード・キーズに所在するテレビスタジオ。

## 概要
メディアシティUKは元々、マンチェスター港のふ頭として利用されていた。英国放送協会（BBC）は2004年に当時の会長であったマーク・トンプソンがロンドンにあったBBCテレビジョンセンターやブロードキャスティング・ハウス、マンチェスターのニュー・ブロードキャスティング・ハウスなど、報道番組以外のテレビ番組制作を当地に集約する計画を立てた。その後ピールグループとサルフォード議会の承認を経て、2011年に運用が開始。また、ITVの現地フランチャイズ局である、ITVグラナダ（旧・グラナダテレビジョン）も2013年に。メディアシティUKへ移転した。

## スタジオ
- キーズ・ハウス：BBCの朝の情報番組『BBC Breakfast』や『Match of the Day』、BBCラジオマンチェスターの番組に使われる。
- ブリッジ・ハウス：『ブルー・ピーター』や『Mastermind』、CBBCの番組などで使用。
- ドック・ハウス：一部はサルフォード大学で使用されている。
- オレンジ・タワー：ITVグラナダが入居。
- ドック10：BBC、民放を問わずに使用できる、10のテレビスタジオ群。